# Mammuthus sungari
Die Einteilung der Lebewesen in Systematiken ist kontinuierlicher Gegenstand der Forschung. So existieren neben- und nacheinander verschiedene systematische Klassifikationen. 
Das hier behandelte Taxon ist durch neue Forschungen obsolet geworden oder ist aus anderen Gründen nicht Teil der in der deutschsprachigen Wikipedia dargestellten Systematik.
Mammuthus sungari (zu deutsch etwa „Mammut vom Songhua Jiang“) wurde als eine angenommene ausgestorbene Art der Elefanten (Elephantidae) aus der Gattung der Mammuts (Mammuthus) beschrieben. Ihr zugewiesene Vertreter lebten im Pleistozän Nordchinas und galten als Angehörige der vermutlich größten Art, die die Elefanten je hervorbrachten. So soll sie eine Schulterhöhe von 5,3 Metern, eine Gesamtlänge von 9,1 Metern und ein vermutliches Gewicht von 17 Tonnen besessen haben. Damit wäre Mammuthus sungari nur wenig kleiner als Paraceratherium, das bisher größte nachgewiesene Landsäugetier. Im englischen Sprachraum ist die Art als „Songhua River Mammoth“ bekannt.
Wissenschaftlich beschrieben wurde die Mammutart erstmals 1959 von Zhou Mingzhen und Zhang Y. P., basierend auf Knochenfunden, die in einer Kohlemine bei Manjur in der bezirksfreien Stadt Hulun Buir (Innere Mongolei, China) geborgen wurden. Es wurde angenommen, dass sie sich vor rund 280.000 Jahren vom Steppenmammut (Mammuthus trogontherii) abspaltete, welches sich wiederum vom Südelefanten (Mammuthus meridionalis, auch Archidiskodon meridionalis) herleitet, und bis ins späte Pleistozän überlebte. Teile der Knochen wurden zu Skelettrekonstruktionen zusammengefügt, von denen zwei im Museum Innere Mongolei in Hohhot (Hauptstadt des Autonomen Gebiets Innere Mongolei, China) und das dritte in Manjur stehen.
Die taxonomische Eigenständigkeit dieser Art wurde hauptsächlich von chinesischen Wissenschaftlern aufgrund der vermuteten enormen Größe und der, verglichen mit dem gleichzeitig auftretenden Wollhaarmammut (Mammuthus primigenius), primitiver wirkenden morphologischen Merkmale angenommen, gelegentlich nahmen auch Forscher außerhalb Chinas diese Bezeichnung auf. Erneute Untersuchungen und der Vergleich mit neugefundenem Material, so z. B. aus dem Flussbett des Wei He nahe Xi’an (Shaanxi, China) ergaben ein anderes Bild. Es handelt sich um teilweise gemischtes Fundmaterial. Die auftretenden ursprünglichen Merkmale gehen dabei weitgehend auf das Steppenmammut zurück, ein geringer Teil des existierenden Fossilmaterials wird allerdings auch dem Wollhaarmammut zugewiesen. Die ursprüngliche Beschreibung von Mammuthus sungari erfolgte ohne Angabe eines Holotyps. Außerdem basiert die Beschreibung auf stark fragmentiertem Material, ebenso wie die daraufhin rekonstruierten Skelette. Von diesen Skelettrekonstruktionen ist lediglich jenes in Manjur zu 80 % vollständig und weist eine Körperhöhe von 4,33 m auf, was in der Variationsbreite des Steppenmammuts liegt. Auch die Zähne dieser Rüsseltierart, vor allem die Backenzähne, welche häufig zur artspezifischen Unterscheidung der Elefanten herangezogen werden, zeigen keine signifikanten Abweichungen von denen des Steppenmammut auf. Bemerkenswert ist allerdings, dass die Funde aus China darauf hinweisen, dass das Steppenmammuts in Ostasien, im Gegensatz zu den westeurasischen Vertretern, nicht bereits vor 200.000 Jahren ausstarb, sondern hier bis in das späte Pleistozän überlebte – an den Molaren wurden mit Hilfe der Radiokohlenstoffdatierung Alterswerte von 25.000 bis 34.000 Jahren vor heute ermittelt – und sich seinen Lebensraum mit dem Wollhaarmammut teilte.